# Mount Cook Village
Il Mount Cook Village, (ufficialmente Aoraki/Mount Cook,) si trova all'interno del Parco nazionale Aoraki/Mount Cook nell'Isola del Sud della Nuova Zelanda, alla fine della State Highway 80, solo 15 km a sud della cima della montagna più alta del paese, l'Aoraki/Monte Cook, nelle Alpi meridionali.
Essendo situato all'interno di uno dei parchi nazionali della Nuova Zelanda, non è possibile possedere una proprietà nel Mount Cook Village; tuttavia, a causa dell'attività annuale ininterrotta dell'hotel e dei motel, il villaggio ha una piccola popolazione permanente di circa 250 persone.
Nel villaggio non ci sono negozi di alimentari, a parte un piccolo minimarket all'interno dell'hotel. Il supermercato più vicino è a 65 chilometri di distanza a Twizel, la città più vicina. 
Dietro il complesso alberghiero c'è un distributore di benzina self-service, tuttavia, il prezzo del carburante riflette la posizione remota.
Tutti gli edifici e le strutture operano in base a concessioni e contratti di locazione governativi.
Nel Mount Cook Village c'è una piccola scuola con appena una dozzina di bambini, l'unica scuola in Nuova Zelanda all'interno di un parco nazionale.

## Storia
Il primo edificio costruito nell'area del Mount Cook Village fu il secondo hotel Hermitage, costruito nel 1913 e inaugurato nel 1914; tuttavia, l'edificio bruciò completamente nel 1957 e fu sostituito nel 1958 da quello che in seguito divenne l'hotel attuale.
Negli anni '60 e '70 vennero apportati notevoli miglioramenti all'hotel e al Mount Cook Village, tra i quali la rete idrica, il trattamento delle acque reflue, strade locali e la pavimentazione della State Highway 80, che migliorò notevolmente l'accessibilità. 
Nel 1976 venne istituito un corpo dei vigili del fuoco locale.
Il nome ufficiale dell'insediamento è stato modificato in un doppio nome, Aoraki/Mount Cook, dal Ngāi Tahu Claims Settlement Act del 1998.

## Demografia
Il Mount Cook Village è descritto da Statistics New Zealand come un insediamento rurale e copre 4,26 km²
A giugno 2024 aveva una popolazione stimata di 200 abitanti, con una densità di popolazione di 47 persone per km2; fa parte dell'Area statistica dei laghi Mackenzie.

## Turismo
Il Mount Cook Village accoglie un flusso costante di circa 250.000 visitatori all'anno in un'ampia gamma di strutture e alloggi.
Un hotel in stile internazionale, The Hermitage,  il cui nome risale all'hotel originale costruito nel 1884, è l'edificio più grande e importante del villaggio e un luogo noto, soprattutto ai turisti internazionali. Talvolta il nome Hermitage viene utilizzato come nome alternativo per l'insediamento. L'hotel possiede e gestisce anche chalet e un lodge e motel, con soluzioni che spaziano dalle sistemazioni per backpacker a quelle per famiglie.
Nel villaggio ci sono altri due motel e un totale di quattro ristoranti o pub, due dei quali si trovano all'interno del complesso alberghiero principale. 
Gli edifici e le unità del motel sono collegati tramite sentieri pavimentati. 
Il piccolo campeggio White Horse Hill si trova circa due chilometri fuori dal villaggio, collegato tramite un sentiero pedonale.
Presso l'hotel vengono organizzate passeggiate guidate, escursioni a cavallo, safari in fuoristrada, gite in barca sul lago glaciale Tasman, pesca e voli panoramici con atterraggio sui ghiacciai, che partono e tornano all'ingresso principale dell'hotel.
Partendo dal Mount Cook Village è possibile fare numerose passeggiate e arrampicate nelle vicinanze, da passeggiate di 10 minuti nella boscaglia a sentieri e percorsi escursionistici di più giorni.
Ci sono tre brevi sentieri escursionistici attraverso le aree forestali all'interno del villaggio e nella sua periferia, così come i punti di partenza di sentieri escursionistici più lunghi che vanno dal popolare e facile Hooker Valley Track a passeggiate più impegnative come il ripido sentiero per Sealy Tarns.
Il villaggio ospita il centro visitatori del parco ed è il punto di partenza per scalatori, cacciatori ed escursionisti che visitano i numerosi rifugi.
L'ostello per backpacker YHA chiuderà definitivamente a dicembre 2021 a causa dell'attuale pandemia di Covid-19.

## Clima
Il Mount Cook Village ha un clima oceanico (Cfb): le estati sono miti con notti fresche, mentre gli inverni sono freddi con temperature minime notturne sotto lo zero, le precipitazioni sono estremamente intense durante tutto l'anno.
Dati climatici per Mount Cook Village, altitudine 730 m. (valori normali 1991-2020, estremi 1929-oggi)
| Dati meteo                   | Mesi  | Mesi  | Mesi  | Mesi  | Mesi  | Mesi  | Mesi  | Mesi  | Mesi  | Mesi  | Mesi  | Mesi  | Anno    |
| Dati meteo                   | Gen   | Feb   | Mar   | Apr   | Mag   | Giu   | Lug   | Ago   | Set   | Ott   | Nov   | Dic   | Anno    |
| ---------------------------- | ----- | ----- | ----- | ----- | ----- | ----- | ----- | ----- | ----- | ----- | ----- | ----- | ------- |
| T. max. media (°C)           | 28,0  | 27,6  | 25,5  | 21,9  | 18,1  | 14,8  | 14,0  | 15,6  | 19,0  | 21,9  | 24,4  | 26,0  | 21,4    |
| T. min. media (°C)           | 2,0   | 2,1   | 0,4   | −1,5  | −3,7  | −6,8  | −7,2  | −5,8  | −4,0  | −2,7  | −1,1  | 1,2   | −2,3    |
| T. max. assoluta (°C)        | 32,8  | 32,4  | 29,9  | 24,4  | 23,2  | 19,0  | 18,3  | 22,1  | 25,0  | 25,7  | 28,6  | 30,1  | 32,8    |
| T. min. assoluta (°C)        | −8,3  | −4,4  | −7,2  | −7,8  | −13,3 | −13,9 | −16,9 | −12,8 | −15,0 | −10,0 | −12,2 | −10,6 | −16,9   |
| Precipitazioni (mm)          | 418,7 | 272,0 | 315,0 | 336,5 | 377,8 | 291,0 | 288,6 | 283,8 | 361,0 | 394,4 | 367,6 | 425,9 | 4 132,3 |
| Giorni di pioggia            | 11,3  | 9,0   | 10,0  | 11,5  | 15,2  | 14,2  | 13,2  | 13,6  | 15,0  | 15,8  | 13,5  | 13,8  | 156,1   |
| Umidità relativa media (%)   | 64,7  | 69,8  | 73,7  | 76,1  | 81,4  | 82,0  | 79,0  | 79,4  | 67,5  | 66,3  | 64,1  | 66,7  | 72,6    |
| Ore di soleggiamento mensili | 183,5 | 172,3 | 157,5 | 123,8 | 86,0  | 73,4  | 80,0  | 112,8 | 121,1 | 152,1 | 165,8 | 178,9 | 1 607,2 |

Dati climatici per Mueller Hut, altitudine 1.818 m. (1991–2020)
| Media giornaliera  | Mesi | Mesi | Mesi | Mesi | Mesi | Mesi | Mesi | Mesi | Mesi | Mesi | Mesi | Mesi | Anno |
| Media giornaliera  | Gen  | Feb  | Mar  | Apr  | Mag  | Giu  | Lug  | Ago  | Set  | Ott  | Nov  | Dic  | Anno |
| ------------------ | ---- | ---- | ---- | ---- | ---- | ---- | ---- | ---- | ---- | ---- | ---- | ---- | ---- |
| T. max. media (°C) | 10,9 | 11,8 | 10,3 | 7,3  | 4,9  | 3,7  | 2,0  | 2,8  | 3,8  | 4,7  | 7,2  | 9,3  | 6,6  |
| T. media (°C)      | 7,4  | 8,3  | 6,9  | 3,9  | 1,9  | 0,2  | −1,2 | −0,8 | 0,1  | 1,3  | 3,5  | 5,6  | 3,1  |
| T. min. media (°C) | 3,8  | 4,9  | 3,5  | 0,6  | −1,1 | −3,2 | −4,4 | −4,3 | −3,5 | −2,0 | −0,3 | 2,0  | −0,3 |

## Istruzione
La Aoraki Mount Cook School è una scuola primaria completa che accoglie gli alunni dal primo all'ottavo anno, nell'agosto 2024 aveva sei studenti.
La scuola è stata aperta nel 1960.

## Annotazioni
1. 1 2  Il nome ufficiale dell'insediamento, come è stato cambiato nel 1998, è "Aoraki/Mount Cook", senza spazi tra i nomi, si prevede che in futuro il New Zealand Geographic Board cambierà il nome per includere spazi prima e dopo la barra.